# 兔子卡
兔子卡（音素換寫：Bạtr ræb bith）是泰國曼谷通用的電子收費系統，於2012年5月起由泰國BTS集團控股有限公司旗下的曼谷智能卡系統有限公司（Bangkok Smartcard System Company Limited (BSS) ）推出發行，當時用於向曼谷大眾運輸系統（BTS）的乘客收取車費，並取替原有曼谷大眾運輸系統的SmartPass智能卡。時至今日兔子卡已經可於多個地點增值及當作電子貨幣使用。

## 關於
兔子卡為曼谷智能卡系統有限公司現正發行的智能卡，可於曼谷大眾運輸系統售票亭辨理，分成人、學生（申請人必須為合資格之全職學生）及長者（申請人必須為合資格之泰國公民）三款，售價為100泰銖，包含不可退還的行政費用50泰銖（優惠價至2015年12月31日，優惠期過後有可能回復至原價150泰銖），按金50泰銖，另外於辨理新卡時需選擇增值可用儲值至少100泰銖（增值以每100泰銖為單位）或購買曼谷大眾運輸系統之30天固定行程數量（15程、25程、40程或50程）（必須選擇至少一項；長者卡不設30天固定行程數量）。兔子卡可同時儲存可用儲值及曼谷大眾運輸系統之30天固定行程數。兔子卡內之儲值的有效期為最後一次增值日期起計2年，2年過後兔子卡內之儲值將失效，唯兔子卡仍可於最後一次增值日期起計5年內重新增值並再次使用，5年過後兔子卡亦會失效，需重新購買新卡。
使用兔子卡亦可賺取蘿蔔積分，換取禮品或折扣。

## 使用地點
兔子卡目前可在曼谷大眾運輸系統（BTS）、曼谷快速公交系統（BRT）、曼谷市內部分餐廳、零售業商戶和娛樂業商戶等地點使用。
以下為接受兔子卡為電子貨幣使用之地點：

### 公共交通
- 曼谷大眾運輸系統（BTS）

使用兔子卡內之儲值的票價搭乘曼谷大眾運輸系統將可享比使用單程票之票價每程便宜1泰銖，並節省排隊換硬幣及於自動售票機上買票的時間。乘客亦可選擇於曼谷大眾運輸系統的售票亭購買曼谷大眾運輸系統之三十天固定行程數（15程、25程、40程或50程），成人費用為450泰銖15程、700泰銖25程、1,040泰銖40程及1,250泰銖50程，學生費用則為345泰銖15程、525泰銖25程、760泰銖40程及900泰銖50程，長者卡因平身每程享有折扣優惠而不設30天固定行程數量。行程不限站數，以進/出閘機一次為一程。使用三十天固定行程數於世隆線延線（吞武里城站至邦瓦站）及素坤逸線延線（翁嫩站至軸承站）站口進/出閘每程仍須收取額外附加費10泰銖，即該次行程閘機將會扣除一次行程數，並同時於卡內儲值額扣除10泰銖。兔子卡內之三十天固定行程數將於第一次使用起計三十天，三十天過後兔子卡內所餘下的行程數將失效。另外兔子卡內之三十天固定行程數的有效期為購買固定行程數日起計四十五天，四十五天過後兔子卡內之行程數將失效。
如果兔子卡上的三十天固定行程數未用完，閘機則先扣除行程數，直至行程數用盡後才會扣除卡內儲值額。兔子卡每次進入BTS閘機後一百二十分鐘內有效，一百二十分鐘過後將被罰款最高金額之票價。2013年6月1日至2016年5月31日，合資格之泰國公民使用長者卡每程最高可享半價優惠（於延線站進/出閘仍須加收附加費5泰銖）。
- 曼谷快速公交系統（BRT）

### 餐廳
- 麥當勞（所有分店）
- 漢堡王（部分分店）
- 星巴克（部分分店）
- Subway（Suvarnabhumi Airport及Food Stop - Suvarnabhumi Airport分店）
- McCafé（部分分店）
- 香啡繽（The Coffee Bean & Tea Leaf）（部分分店）
- 31雪糕（部分分店）
- Au Bon Pain（部分分店）
- Auntie Anne's（部分分店）
- The Bibimbap（部分分店）
- Black Canyon Coffee（部分分店）
- 泡泡男孩（部分分店）
- 查理布朗咖啡專門店（Charlie Brown Café）（Mega Bangna分店）
- D'Oro The Family Coffee House（部分分店）
- 達美樂意大利薄餅（部分分店）
- Dunkin' Donuts（部分分店）
- Paragon Food Hall（部分分店）
- Imagine Cafe（所有分店）
- KAMU（部分分店）
- Ka-Nom Fashion Bakery（部分分店）
- Kin Donburi Café（Siam Square及Gateway Ekkamai分店）
- Kin Japanese Buffet & Ramen（Siam Square及Major Cineplex Ratchayothin分店）
- Kin Shabu（Gateway Ekkamai分店）
- Kin Sushi（Porto Chino分店）
- Ocha（BTS Mo Chit分店）
- Ochaya（部分分店）
- Oishi Ramen（部分分店）
- Omu Japanese Omurice & Cafe（部分分店）
- Saint Etoile by Yamazaki（部分分店）
- 食之秘（Secret Recipe）（部分分店）
- The Waffle（部分分店）
- The Waffle Experience（部分分店）
- TOM N TOMES COFFEE（The Vue、Siam Center及Gateway Ekkamai分店）
- Umm!..Milk（部分分店）
- The Windsor Shop（National Stadium分店）
- 山崎麵包（Yamazaki）（部分分店）
- SUNROYAL（CentralPlaza Pinklao及The Mall Ram 3分店）

### 零售業
- mini Big C（部分分店）
- Beauty Buffet（部分分店）
- Beauty Cottage（Terminal 21分店）
- Gourmet Market（Siam Paragon、The Emporium及Terminal 21分店）
- Kerry Express（部分分店）
- Tesco Lotus Express（部分分店）
- 365 Tesco Lotus（部分分店）
- ThaiLife 52（ไทยไลฟ์ 52）（總部分店）
- Zest（Digital Gateway、CentralPlaza Rama 2及IT Mall分店）

### 娛樂
- Century The Movie Plaza（BTS Victory Monument分店）
- Major Cineplex（部分分店）
- PlayTime（Ekkamai分店）
- SF Cinema（部分分店）

## 增值地點
兔子卡可以於以下商戶支援兔子卡之分店地點以現金增值（每次至少100泰銖，增值金額可為100泰銖及100泰銖倍數），儲值上限為4000泰銖。
- 曼谷大眾運輸系統（BTS）
- 曼谷快速公交系統（BRT）
- 麥當勞
- mini Big C
- Paragon Food Hall
- Gourmet Market
- AIS mPAY

## 外部連結
- 兔子卡官方網站 （页面存档备份，存于）